# عصب ألوي سفلي
العصب الألوي السفلي (بالإنجليزية: Inferior gluteal nerve)‏، هو العصب المحرك الرئيسي الذي يعصب العضلة الألوية الكبرى. يعد مسؤولًا عن حركة الألوية الكبرى في النشاطات التي تتطلب بسط الورك إلى الفخذ، مثل تسلق الدرج. تعد أذية هذا العصب نادرة ولكن تحدث أغلب الأحيان كاختلاط للنهج الخلفي خلال عملية تبديل مفصل الورك. حين يتأذى العصب، يحدث لدى المصاب رنح الألوية الكبرى، وهو شذوذ في المشية يؤدي إلى «رنح» الفرد إلى الخلف لتعويض نقص بسط الورك.

## التشريح
تتعصب العضلة الألوية الكبرى، وهي أكبر عضلات الورك الخلفية، بواسطة العصب الألوي السفلي. يتفرع العصب ويدخل إلى السطح العميق من الألوية الكبرى، التي تعتبر الباسطة الرئيسية للفخذ، ويغذيها.

### المنشأ
تُعصب العضلة بواسطة العصب الألوي السفلي الذي ينشأ من الفروع الظهرية للقسم البطني من الأعصاب القطني الخامس (ق 5)، والعجزي الأول (ع 1)، والعجزي الثاني (ع 2).
يصل الجذع القطني العجزي، الذي يتشكل من العصب القطني الخامس وفرع صغير من القطني الرابع، الضفيرتين القطنية والعجزية وصلًا فعالًا. تدخل الفروع السفلية من العصبين القطنيين الرابع والخامس إلى الضفيرة العجزية.
تتشكل الضفيرة العجزية من اتحاد الجذع القطني العجزي والقسم البطني للأعصاب الشوكية العجزية من الأول إلى الثالث وجزء من الرابع، ينضم القسم الباقي من العصب الرابع إلى الضفيرة العصعصية. تتشكل الضفيرة العجزية في الحوض أمام العضلة الكمثرية.
تتشكل الضفيرة العجزية أمام العضلة الكمثرية وينشأ منها العصب الوركي، والعصبان الألويان العلوي والسفلي، والعصبان الفرجي والجلدي الفخذي الخلفي.
لكن، تُرى معظم أعصاب الضفيرة العجزية بصعوبة، إذ تخرج من الحوض عبر الثقبة الوركية الكبرى. من الحوض، يمكن رؤية الفروع الأمامية من الأعصاب التي تدخل إلى الضفيرة (يكون العجزي الأول عصبًا كبيرًا) وكتلة من الأعصاب على العضلة الكمثرية.

### المسير
يخرج العصب الألوي السفلي من الحوض عبر الثقبة الوركية الكبرى ويمر تحت العضلة الكمثرية. ينقسم بعدها إلى فروع عضلية تغذي الألوي الكبير الذي يمر إلى الخلف باتجاه السطح العميق للعضلة الألوية الكبرى.
يعد العصب الألوي السفلي سطحيًا بالنسبة للعصب الوركي. وُصف أنه يمتلك عدة فروع تعصب على التوالي العضلة الألوية الواقعة أعلاها.
يدخل العصب الألوي السفلي إلى السطح العميق من العضلة الألوية الكبرى من الأسفل. على الحدود السفلية من العضلة الكمثرية، يلتف العصب إلى الخلف وينقسم إلى فروع متشعبة نحو الأعلى والأسفل، وتدخل إلى الألوية الكبرى. قد يرسل العصب أيضًا فرعًا إلى العصب الجلدي الفخذي الخلفي.
يظهر العصب الألوي السفلي على نحو موثوق أسفل العضلة الكمثرية. تنقسم خصائص تفرع العصب إلى فئتين واسعتين. تتضمن أولى الفئتين سويقات قصيرة تدخل تحت الكمثرية وتنشأ منها بعد ذلك الفروع الانتهائية للعصب الممتد عبر الألوية الكبرى. يتراوح عدد الفروع التي تخرج من السويقة بين أربعة وستة فروع. تظهر الفئة الثانية كانقسام جزئي للسويقة التي ظهرت في القسم الداني من غطاء العضلة الكمثرية. يتواجد قسمان أو ثلاثة من العصب الألوي السفلي تحت العضلة الكمثرية، من شأنها أن تنقسم بالقرب من مكان دخول العصب إلى البطن الحقيقية للعضلة.
يُرى العصب دائمًا بالقرب من العصب الوركي وإلى الإنسي منه حين يغادر الضفيرة العجزية أسفل العضلة الكمثرية. في جميع العينات، دخل العصب إلى السطح العميق للألوية الكبرى على بعد 5 سم من رأس المدور الكبير للفخذ ودخل إلى السطح العميق للألوية الكبرى أعلى الثلث السفلي من بطن العضلة.
يترافق العصب الألوي السفلي مع الشريان الألوي السفلي، وهو فرع من الجذع الأمامي للشريان الحرقفي الغائر.
لكن، وُجد أن العلاقة بين العصب والشريان الألوي السفلي متقلبة. لم تُلاحظ أي علاقة ثابتة بين الشريان الألوي السفلي والعصب الألوي السفلي في الدراسات الحالية.
تتواجد علاقة بين السويقة المشتركة للعصب الألوي السفلي والمعالم التشريحية الخارجية. يجب أن تكون المنطقة الهدف متوضعة أسفل الجانب الأبرز من المدور الكبير وإنسي معلم الحدبة الإسكية، في عمق الحدود الخلفية للقسم الداني من الفخذ. عبر التثليث باستخدام الإحداثيات الثلاث هذه، يمكن للمرء الوصول إلى مصدر العصب الألوي السفلي. يؤدي هذا الأمر إلى التحفيز الأقصى للعضلات الألوية الكبرى عند اللجوء إلى التحريض الكهربائي بغية الوقاية من قرحات الاضطجاع.
يخرج العصب الوركي (ق 4 إلى ع 3)، وهو أكبر عصب في الجسم، مباشرة من الحوض عبر الثقبة الوركية الكبرى، أسفل العضلة الكمثرية. يمر العصب الألوي العلوي إلى الخلف عبر الثقبة الوركية الكبرى، أعلى العضلة الكمثرية، ويمر العصب الألوي السفلي أيضًا إلى الخلف عبر الثقبة الوركية الكبرى ولكن أسفل العضلة الكمثرية.